# VAW-77
Escadron d'alerte avancée aéroporté 77
Le Carrier Airborne Early Warning Squadron 77 ou VAW-77, connu sous le nom de "Nightwolves", était un escadron  d'avion de surveillance aérienne et de commandement aéroporté ou AWACS de l'United States Navy Reserve  (USNR) pilotant le E-2 Hawkeye. L'escadron était basé à la Naval Air Station New Orleans en Louisiane et faisait partie de la Tactical Support Wing de la Réserve navale des États-Unis. Leur indicatif radio est River et leur code de queue est AF. Il était le seul escadron de lutte contre les stupéfiants entièrement destiné à l'US Navy. Établi le 17 novembre 1995 il a été dissout le 9 mars 2013.

## Historique

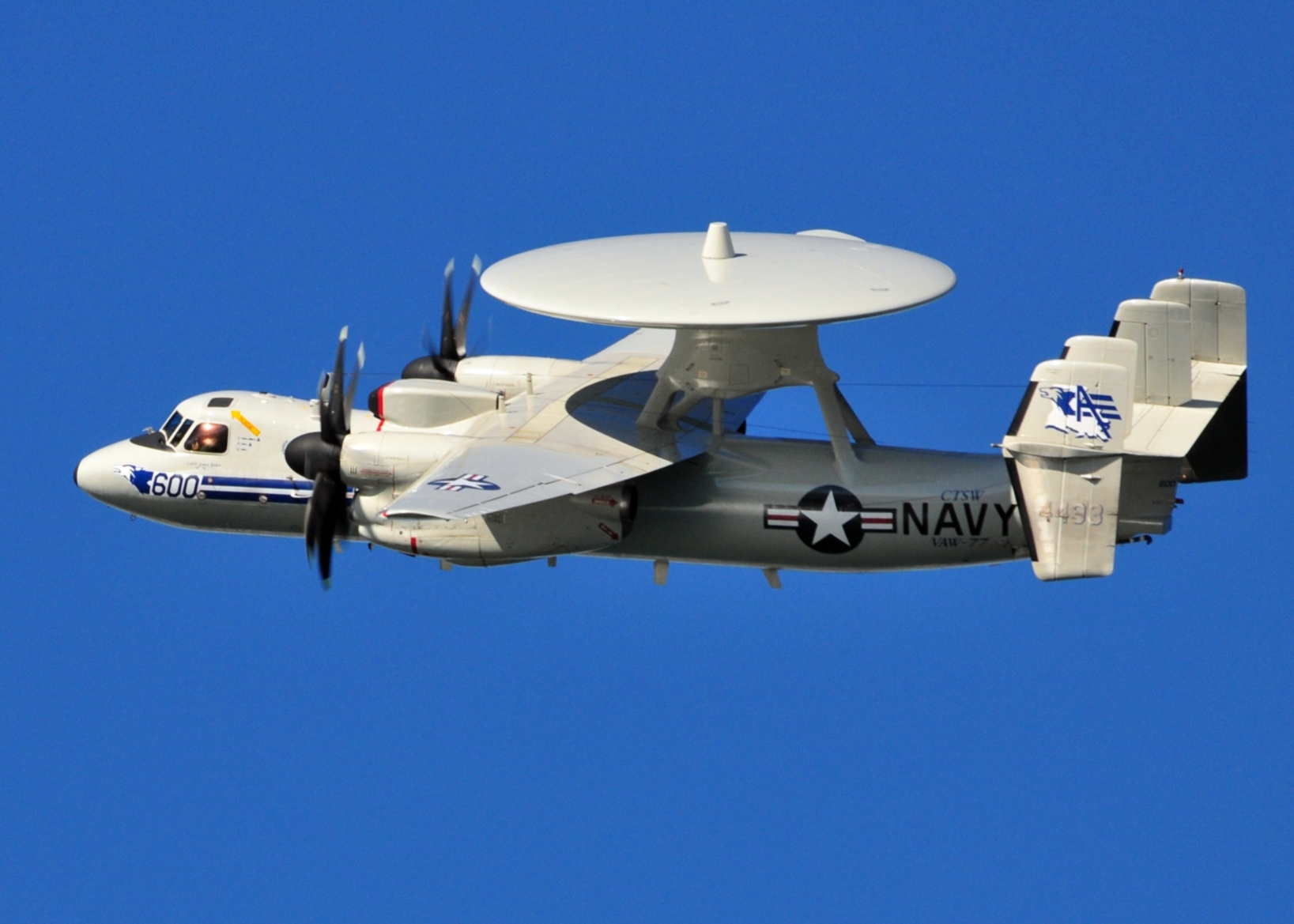
E-2 Hawkeye du VAW-77 en 2011

Les débuts du VAW-77 remontent à 1995, lorsque le Congrès américain a créé l'escadron de réserve à la suite de l'escalade de la guerre contre le trafic de drogue. Il a reçu quatre avions E-2C Hawkeye spécialement modifiés, optimisés pour les missions de lutte contre la drogue. Dans le cadre du rôle de la Marine après la guerre froide, les équipages du VAW-77 ont patrouillé dans les eaux des Caraïbes dans le cadre de missions conjointes avec l'United States Coast Guard et d'autres organismes de lutte contre la drogue à la recherche d'aéronefs et navires illégaux.
Il a été assigne au Carrier Air Wing Reserve Twenty (CVWR-20) de 1995 à 2007, avant de rejoindre le Tactical Support Wing.

### Citations
- Joint Meritorious Unit Award
- Meritorious Unit Commendation
- Coast Guard Meritorious Unit Commendation
- Deux BattleE(Battle Effectiveness Award (en))